# بخش محمدیار
بخش محمدیار یکی از بخش‌های تابع شهرستان نقده در استان آذربایجان غربی ایران است.

## تقسیمات کشوری
دهستان‌های بخش محمدیار
- دهستان المهدی
- دهستان حسنلو

شهرها: محمدیار.

## جمعیت
براساس سرشماری مرکز آمار ایران در سال ۱۳۹۵، جمعیت این بخش برابر با ۲۱٬۱۴۷ نفر (۶٬۱۲۳ خانوار) بوده‌است.